# CCM Kirumbastadion
Het CCM Kirumbastadion is een multifunctioneel stadion in Mwanza, Tanzania. Er kunnen 35.000 toeschouwers in het stadion, daarmee is het een van de grootste stadions van Tanzania. Het stadion wordt bijvoorbeeld gebruikt voor voetbalwedstrijden. Het nationale elftal van Tanzania speelt af en toe een internationale wedstrijd in dit stadion. 